# Saint-Jean-du-Castillonnais
Saint-Jean-du-Castillonnais település Franciaországban, Ariège megyében. Lakosainak száma 28 fő (2022. január 1.). Saint-Jean-du-Castillonnais Augirein, Buzan, Galey, Orgibet, Fougaron és Herran községekkel határos.

## Népesség
A település népessége az elmúlt években az alábbi módon változott:
| Lakosok száma | 31   | 33   | 20   | 25   | 25   | 25   | 23   | 22   | 23   | 28   |
|               | 1968 | 1982 | 1990 | 2006 | 2013 | 2015 | 2017 | 2019 | 2020 | 2022 |